# Wiem, że jesteś tam
Wiem, że jesteś tam – czwarty solowy singel polskiej piosenkarki pop Ani Wyszkoni z albumu Pan i Pani, który wydany został 14 września 2010. 
12 października ukazał się nakręcony we Francji teledysk do utworu, który w notowaniu TOP 10 portalu Interia.pl utrzymywał się przez pięć miesięcy. Piosenkę skomponowała Ania Dąbrowska, a słowa napisała Karolina Kozak. 
Piosenka ta zwyciężyła w kategorii „SuperPrzebój” w plebiscycie Superjedynki podczas XLVIII Krajowego Festiwalu Piosenki Polskiej w Opolu w 2011 roku. Była również nominowana w kategorii Hit Roku w gali Eska Music Awards 2011.

## Notowania
| Notowanie (2010)          | Prowadzenie                                     | Pozycja |
| ------------------------- | ----------------------------------------------- | ------- |
| -                         | Polska - oficjalne notowanie - nowości          | 1       |
| -                         | Polska - oficjalne notowanie - największe skoki | 1       |
| Poplista                  | RMF FM                                          | 1       |
| Radio Zet                 | Lista Przebojów Radia Zet                       | 1       |
| TOP 20                    | Polskie Radio Londyn                            | 14      |
| TOP 10                    | Interia.pl – teledyski                          | 2       |
| Codzienna Lista Przebojów | Radio Bielsko                                   | 1       |
| SLiP                      | Szczecińska Lista Przebojów                     | 1       |
| NAJ 10-tka                | Katolickie Radio Podlasie                       | 1       |
| Polska Lista Przebojów    | Radio „Znad Wilii”                              | 1       |
| Lista przebojów           | Polskie Radio Olsztyn                           | 3       |
| Boom Boom Lista           | Radio Bartoszyce                                | 13      |
| PL TOP 10                 | VIVA Polska                                     | 1       |
| Lista przebojów           | Radio dla Ciebie                                | 2       |